# 폭탄 (소설)
《폭탄》(일본어: 爆弾)은 오승호의 2022년작 장편 추리 소설이다. 2022년 제167회 나오키상 후보에 올랐으며 2023년 이 미스터리가 대단해! 제1위, 2023년 미스터리가 읽고 싶어! 제1위, 2023년 서점 대상 제4위에 선정되었다. 대한민국에는 블루홀식스에서 이연승의 번역으로 출간되었다.

## 시놉시스
어딘지 어수룩한 분위기의 중년 남자, 밤톨 머리, 퉁퉁한 몸에 축 늘어진 볼, 술배가 튀어나온 볼품없는 외모에 줄곧 실실거리기만 하는 얼빠져 보이는 남자가 작은 상해 사건을 일으켜 경찰서에 들어간다. 그 남자, 스즈키 다고사쿠는 조사를 받던 중 뜬금없이 10시에 도쿄 아키하바라에서 폭발이 일어날 거라고 예언하지만 경찰은 그것을 술주정뱅이의 허언쯤으로 가볍게 받아넘긴다. 그러나 예언대로 실제 폭발이 일어난다. 그러자 안색이 달라진 형사들 앞에서 스즈키는 아무렇지 않게 다시 예언한다. "지금부터 총 3회, 이다음에는 한 시간 후에 폭발이 일어날 겁니다."

## 등장인물
- 스즈키 다고사쿠(スズキタゴサク): 볼품없는 중년 남성. 양심이 마비된 무적의 인간.

### 경찰 관계자
- 도도로키 이사오(等々力功): 노가타 경찰서 근무. 형사 업무에 대한 열정을 잃어버린 사람.
- 기요미야 데루쓰구(清宮輝次): 경시청 수사 1과 소속. 스즈키의 취조 담당.
- 루이케(類家): 경시청 수사 1과 소속. 기요미야의 부하.
- 쓰루히사(鶴久): 노가타 경찰서 근무. 과장. 도도로키 등의 상사. 75점짜리 남자.
- 고다 사라(倖田沙良): 파출소 근무. 처음으로 스즈키를 경찰서에 연행한 인물.
- 야부키 다이토(矢吹泰斗): 파출소 근무. 이세와 동기.
- 이세 유키(伊勢勇気): 노가타 경찰서 형사. 야부키와 동기.
- 사루하시(猿橋): 노가타 경찰서 형사.
- 이즈쓰(井筒): 노가타 경찰서 형사.
- 하세베 유코(長谷部有孔): 베테랑 형사. 어떤 사정으로 인해 경찰을 떠난 인물.

### 기타 인물
- 이시카와 아스카(石川明日香): 하세베의 아내.
- 이시카와 미우(石川美海): 하세베의 딸.
- 이시카와 타츠마(石川辰馬): 하세베의 아들.
- 호소노 유카리(細野ゆかり): 여자 대학생.